# Adventure Gamers
Adventure Gamers est un site Internet créé en 1998, spécialisé dans le domaine du jeu vidéo d'aventure. Sur ce site sont notamment publiées des critiques de jeux et des interviews de diverses personnalités (développeurs, éditeurs, ou encore concepteurs).

## Historique
Lors de sa mise en ligne, le 11 août 1998, le site se nommait Adventure Fan. Fondé par Marek Bronstring, il s'agissait alors d'un petit site destiné à quelques fans de jeux d'aventure. Le 20 septembre 1998, soit un peu plus d'un mois après sa mise en ligne, Marek Bronstring s'est associé Lasse Ojanen pour maintenir le site, qui fut renommé Adventure Central. L'apparence du site est alors modifiée de manière assez importante et un forum est ouvert pour que les membres du site puissent y discuter de leur passion commune. Le site était alors accessible à l'adresse adventure.gagames.com.
Le 10 février 1999, le site évolue à nouveau, prenant le nom Adventure Gamer. Le nom de domaine du site devient alors adventuregamer.com, et le site se trouve pour la première fois hébergé sur un serveur appartenant aux auteurs du site. L'apparence du site est profondément modifiée, dans un style plus « professionnel ». La communauté des lecteurs et des membres s'accroît alors de manière significative.
En mars 2001, une nouvelle version du site commence à être préparée lorsque le domaine du site se fait hacker par des pirates informatiques. Le site est ainsi mis hors ligne contre la volonté de ses auteurs qui s'engagent dans des poursuites judiciaires pour récupérer leur domaine, sans toutefois y parvenir. En avril 2002, après plus d'un an d'absence, le site réapparaît à l'adresse adventuregamers.com. Le nom du site est ainsi changé de « Adventure Gamer » à « Adventure Gamers » (un « s » est ajouté à « Gamer »), employant une manière astucieuse mais coûteuse pour résoudre l'impasse dans laquelle étaient bloqués les auteurs du site. Voulant faire du site une référence dans le domaine du jeu d'aventure, les rédacteurs du site réécrivent rapidement la plupart des anciens articles dans une démarche qualitative. La popularité du site s'accroît très rapidement.
Le 21 janvier 2005, l'apparence du site est à nouveau profondément modifiée, s'approchant de son apparence actuelle. C'est toutefois après l'ajout de nombreuses fonctionnalités supplémentaires le 14 septembre 2007 que le site devient ce qu'il est de nos jours.

## Popularité
Étant connu du public des jeux d'aventures, le site est régulièrement cité sur des boîtes de jeux vidéo par les éditeurs. Les notes données par le site sont intégrées aux moyennes agrégées des sites GameRankings et Metacritic. Le site est également utilisé comme source de référence dans l'ouvrage Rogue Leaders: The Story of LucasArts. Plusieurs développeurs de jeux d'aventure ont déclaré leur attachement au site comme Ragnar Tornquist ou Straandlooper.

## Aggie Awards
Depuis l'année 2009, Adventure Gamers organise les Aggie Awards, visant à récompenser les meilleurs jeux d'aventure de l'année écoulée. Il existe plusieurs catégories dans lesquelles différents jeux peuvent être récompensés (« meilleur scénario de l'année », « meilleure musique », etc.). Pour chaque catégorie, l'équipe du site vote pour un « gagnant » du prix et précise le nom de plusieurs dauphins tandis que les membres et lecteurs du site votent pour leurs titres préférés, de manière indépendante.
2008
- Jeu de l'année (site) : Sam and Max : Au-delà du temps et de l'espace
  - Dauphins : Dracula 3 : La Voie du dragon et Professeur Layton et l'Étrange Village
- Jeu de l'année (lecteurs) : Sam and Max : Au-delà du temps et de l'espace

2009
- Jeu de l'année (site) : Tales of Monkey Island
  - Dauphins : Machinarium, Emerald City Confidential et Professeur Layton et la Boîte de Pandore
- Jeu de l'année (lecteurs) : Tales of Monkey Island
  - Dauphins : Machinarium et Time Gentlemen, Please!

2010
- Jeu de l'année (site) : Last Window : Le Secret de Cape West
  - Dauphins : Heavy Rain, Amnesia: The Dark Descent, Sam and Max: The Devil's Playhouse et Les Chroniques de Sadwick : The Whispered World
- Jeu de l'année (lecteurs) : Les Chroniques de Sadwick : The Whispered World
  - Dauphins : Heavy Rain et Sam and Max: The Devil's Playhouse

2011
- Jeu de l'année (site) : Portal 2
  - Dauphins : L.A. Noire, The Book of Unwritten Tales, Ghost Trick : Détective fantôme et Stacking
- Jeu de l'année (lecteurs) : The Book of Unwritten Tales
  - Dauphins : Gray Matter, L.A. Noire, Portal 2 et Ghost Trick : Détective fantôme

2012
- Jeu de l'année (site) : The Walking Dead
  - Dauphins : Resonance, Botanicula, Journey et Le Testament de Sherlock Holmes
- Jeu de l'année (lecteurs) : The Walking Dead
  - Dauphins : Resonance, Deponia (série), Cognition: An Erica Reed Thriller (Episode One: The Hangman) et Le Testament de Sherlock Holmes

2013
- Jeu de l'année (site) : Brothers: A Tale of Two Sons
  - Dauphins : Gone Home, Kentucky Route Zero (Acts 1-2), Goodbye Deponia et The Night of the Rabbit
- Jeu de l'année (lecteurs) : Cognition: An Erica Reed Thriller
  - Dauphins : Memoria, Brothers: A Tale of Two Sons, Gone Home, Beyond: Two Souls et Goodbye Deponia

2014
- Jeu de l'année (site) : The Blackwell Epiphany
  - Dauphins : The Talos Principle, Les Chevaliers de Baphomet : La Malédiction du serpent, Soldats inconnus : Mémoires de la Grande Guerre et Tesla Effect: A Tex Murphy Adventure
- Jeu de l'année (lecteurs) : Tesla Effect: A Tex Murphy Adventure
  - Dauphins : The Blackwell Epiphany, The Talos Principle, Les Chevaliers de Baphomet : La Malédiction du serpent' et The Wolf Among Us

2015
- Jeu de l'année (site) : Stasis
  - Dauphins : Soma, Broken Age, The Book of Unwritten Tales 2 et Her Story
- Jeu de l'année (lecteurs) : Life Is Strange
  - Dauphins : Technobabylon, Anna's Quest, Broken Age et Stasis

2016
- Jeu de l'année (site) : King's Quest
  - Dauphins : Samorost 3, The Witness, The Last Guardian et Goetia
- Jeu de l'année (lecteurs) : Kathy Rain
  - Dauphins : Nelly Cootalot: The Fowl Fleet, Shardlight, Obduction et Samorost 3

2017
- Jeu de l'année (site) : Thimbleweed Park
  - Dauphins : The Sexy Brutale, Paradigm, XING: The Land Beyond et Gorogoa
- Jeu de l'année (lecteurs) : Thimbleweed Park
  - Dauphins : The Journey Down: Chapter Three, XING: The Land Beyond, The Darkside Detective et Life Is Strange: Before the Storm